# Dominic Filiou
Dominic Filiou (ur. 27 lutego 1977 w Ontario, zm. 2 stycznia 2019) – kanadyjski karateka i strongman.
Jeden z najlepszych kanadyjskich siłaczy. Mistrz Kanady Strongman 2007. Drugi Wicemistrz Świata Strongman 2005.

## Życiorys
Dominic Filiou dorastał w Ottawie (stolicy Kanady), w prowincji Ontario. Zadebiutował jako strongman w 1999 r. Był jednym z najwyższych i najcięższych siłaczy.
Wziął udział trzykrotnie w indywidualnych Mistrzostwach Świata Strongman, w latach 2005, 2006 i 2007. W Mistrzostwach Świata Strongman 2006 i Mistrzostwach Świata Strongman 2007 nie zakwalifikował się do finałów.
Dominic Filiou miał syna i córkę. Mieszkał w mieście Val-Des-Monts, we francusko-języcznej prowincji Quebec, w której zamieszkali również pozostali czołowi kanadyjscy siłacze: Hugo Girard, Louis-Philippe Jean, Jessen Paulin i Christian Savoie.
Wymiary:
- wzrost 200 cm
- waga 180 - 200 kg
- biceps 61 cm
- klatka piersiowa ? cm
- talia 120 cm

## Osiągnięcia strongman
- 2000
  - 8. miejsce - Mistrzostwa Kanady Strongman
- 2001
  - 5. miejsce - Mistrzostwa Kanady Strongman
- 2002
  - 5. miejsce - Mistrzostwa Kanady Strongman
- 2003
  - 11. miejsce - Mistrzostwa Kanady Strongman (kontuzjowany)
- 2005
  - 4. miejsce - Super Seria 2005: Venice Beach
  - 2. miejsce - Mistrzostwa Prowincji Quebec Strongman[4]
  - 12. miejsce - Super Seria 2005: Mohegan Sun
  - 3. miejsce - Mistrzostwa Kanady Strongman
  - 3. miejsce - Mistrzostwa Świata Strongman 2005, Chengdu, Chiny
  - 13. miejsce - Puchar Świata Siłaczy 2005: Chanty-Mansyjsk (kontuzjowany)
- 2006
  - 9. miejsce - Arnold Strongman Classic, USA
  - 6. miejsce - Puchar Świata Siłaczy 2006: Ryga
  - 4. miejsce - Puchar Świata Siłaczy 2006: Armagh
  - 12. miejsce - Super Seria 2006: Mohegan Sun
  - 5. miejsce - Puchar Świata Siłaczy 2006: Fürstenfeldbruck
  - 2. miejsce - Mistrzostwa Kanady Strongman
- 2007
  - 10. miejsce - Puchar Świata Siłaczy 2007: Ryga
  - 12. miejsce - Puchar Świata Siłaczy 2007: Moskwa
  - 1. miejsce - Mistrzostwa Kanady Strongman
- 2008
  - 13. miejsce - Fortissimus, Kanada